# Ионийская газета
Газета (греч. γαζέτα) — монета, чеканившаяся на Ионических островах в 1801 году в период протектората Российской империи (формально Османской империи). Название монеты было заимствовано у одноимённой денежной единицы Венеции — газетты.
Газета заменила венецианскую лиру из расчета 1 газета = 2 сольдо и продолжала использоваться в период Республики Семи Островов. Существовали монеты с номиналом как на греческом языке (1, 5, 10 газет), так и на итальянском (только 5 и 10 газет).
После того, как острова перешли под контроль Великобритании, наряду с газетами, которых явно не хватало для денежного обращения, в оборот были введены турецкие куруши с надчеканкой. Монеты продолжали использоваться на островах до 1819 года, когда был введён ионийский обол как денежная единица Соединенных провинций Ионических островов.